# American Public Media
American Public Media (APM) är den näst största producenten av radioprogram i public service-regi i USA efter NPR. Dess icke-vinstinriktade moderbolag, American Public Media Group äger och driver också radiostationer i Minnesota, Kalifornien och Florida.